# رووگمونت (کارولینای شمالی)
رووگمونت (به انگلیسی: Rougemont) شهری در ایالت کارولینای شمالی کشور ایالات متحده آمریکا است که جمعیت آن در سرشماری سال ۲۰۱۰ میلادی، ۹۷۸ نفر بوده‌است.